# Università Nazionale del Litorale
L'Università Nazionale del Litorale (in spagnolo: Universidad Nacional del Litoral), acronimo UNL, è una delle principali università pubbliche dell'Argentina. Fondata nel 1919, ha la sua sede nella città di Santa Fe, capoluogo della provincia omonima.

## Storia
Nel 1889 fu costituita l'Università di Santa Fe. 
In seguito alla riforma universitaria del 1918, il 17 ottobre dell'anno successivo fu fondata dal governo nazionale l'Università Nazionale del Litorale.

## Facoltà
L'Università Nazionale del Litorale è suddivisa nelle seguenti istituzioni:
- Facoltà di Architettura, Disegno ed Urbanistica
- Facoltà di Biochimica e Scienze Biologiche
- Facoltà di Agraria
- Facoltà di Economia
- Facoltà di Scienze Giuridiche e Sociali
- Facoltà di Medicina
- Facoltà di Veterinaria
- Facoltà di Lettere e Filosofia
- Facoltà di Ingegneria Chimica
- Facoltà di Ingegneria e Scienze Idriche

### Scuole
- Scuola Superiore di Sanità “Ramón Carrillo”

### Istituti
- Istituto Superiore di Musica